# Declano di Ardmore
Declano di Ardmore (fl. V secolo) è considerato il primo santo vescovo di Ardmore. Il suo culto fu confermato da papa Leone XIII nel 1902.

## Biografia
Declano è ritenuto il primo vescovo di Ardmore, antica sede episcopale e importante centro ecclesiastico nella contea di Waterford.
Secondo Atti leggendari, la sua missione in Irlanda è precedente l'arrivo di san Patrizio; anche se storicamente poco attendibili, tali Atti testimoniano la grande devozione che lo circondava ad Ardmore, importante meta di pellegrinaggi.

## Culto

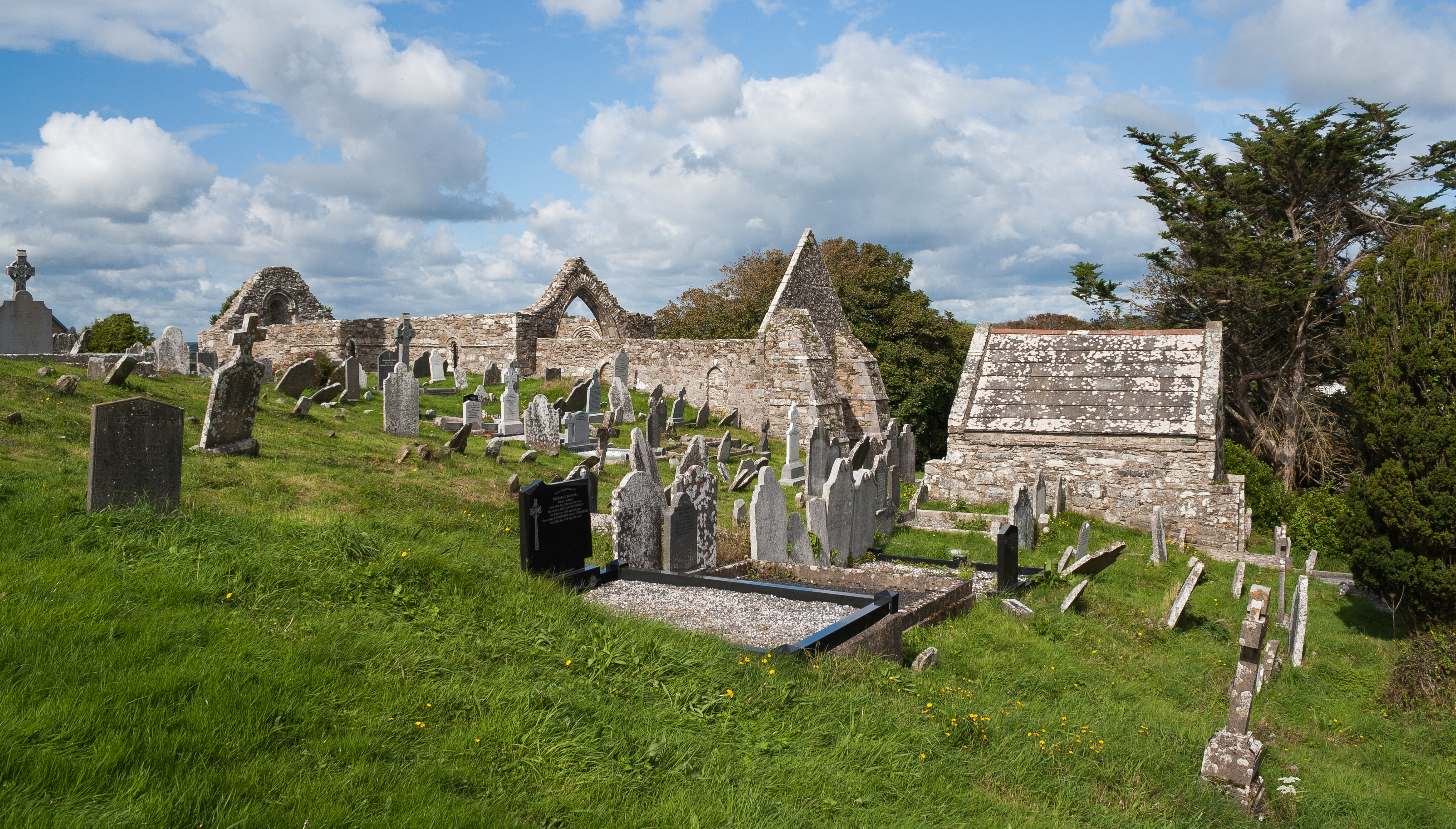
Le rovine della cattedrale e dell'oratorio di San Declano ad Ardmore

Il suo culto come santo fu confermato da papa Leone XIII con decreto del 19 giugno 1902.
Il suo elogio si legge nel martirologio romano al 24 luglio.